# Inmigración rumana en Colombia
La  inmigración rumana en Colombia ocurrió a finales del siglo XIX y principios del siglo XX.

## Historia
La primera inmigración rumana a Colombia comenzó en la Primera Guerra Mundial, cuando la mayoría de los inmigrantes huyeron del pacto de Varsovia en Rumania. La segunda ola de inmigrantes rumanos tuvo lugar entre 1949 y 1954, llegaron como comerciantes, granjeros y sacerdotes. En 1989, la Revolución rumana hizo que muchos ciudadanos rumanos huyeran a otros países, incluyendo Colombia, a pesar de no ser el principal destino de los inmigrantes debido a la guerra de las drogas y el conflicto armado.

## Descendientes notables
- Jennifer Leibovici,[cita requerida] actriz